# Scytomedes palaestinus
Scytomedes palaestinus là một loài ruồi trong họ Asilidae. Scytomedes palaestinus được Theodor miêu tả năm 1980. Loài này phân bố ở vùng Cổ Bắc giới và châu Á.